# Мазић
Мазић је насељено мјесто у општини Нови Град, Република Српска, БиХ. Према попису становништва из 2013. у насељу је живјело 84 становника.

## Становништво
| Националност       | 1991. | 1981. | 1971. | 1961. |
| Срби               | 124   | 119   | 140   | 180   |
| остали и непознато |       |       | 2     |       |
| Укупно             | 124   | 119   | 142   | 180   |

| Демографија | Демографија | Демографија |
| Година      | Становника  | Становника  |
| ----------- | ----------- | ----------- |
| 1948.       | 182         |             |
| 1953.       | 189         |             |
| 1961.       | 180         |             |
| 1971.       | 142         |             |
| 1981.       | 119         |             |
| 1991.       | 124         |             |
| 2013.       | 84          |             |